# Ибрагим Хуссейн
Ибрагим Хуссейн (малайск. Ibrahim Hussein; 13 марта 1936, Сунгай-Лимау, Ян, султанат Кедах — 19 февраля 2009, Куала-Лумпур) — малайзийский художник-экспрессионист. Младший брат Абдуллаха Хуссейна и Исмаила Хуссейна.

## Краткая биография
Родился в семье мелкого торговца — выходца из Ачеха. Мать происходила из Южной Бирмы. Был пятым из шести детей в семье. В 1956—1959 годах учился в Наньянской академии изящных искусств в Сингапуре, в 1959—1963 годах — в Центральном Колледже искусства и дизайна имени Святого Мартина, в 1963—1969 в Королевской академии искусств в Лондоне. Некоторое время жил в Италии и Франции. В 1970—1973 годах был приглашённым художником Университета Малайя. Инициатор ежегодных встреч-мастерских азиатских художников (с 1987), создания Фонда культуры и музея (1992) на о. Лангкави, который открылся восемь лет спустя (расположен в Гунунг-Мат-Чинчанг). Среди лиц, отдавших последние почести художнику, был премьер министр Малайзии Наджиб Разак.

## Творчество
Работал в основном акриловыми красками. Мастер коллажа и принтиджа. Полотна крайне экспрессинистичны, им присущи фантастичность и яркость цветового строя, смелость, нестандартность изобразительных решений («Прощай, Нью-Йорк», «Гаруда», «Актер кабуки»).

## Награды[3]
- Стипендия Фулбрайта
- Премия XVIII Международного конкурса искусств в Монте-Карло (1984)
- Премия Японского культурного фонда (1988)
- Орден Андреса Бельо (Венесуэла, 1993)
- Орден командора-защитника короны от Верховного правителя Малайзии с титулом датук (1995)

Монументальная живопись Ибрагима Хуссейна (серия «Спорт») в Университете Малайя

## Персональные выставки[4]
- Первая персональная выставка в галерее Джона Уибли (Лондон, 1963)
- Вторая выставка в Международной галерее (Нью-Йорк, 1965)
- Выставка в художественной галерее Такасима (Токио, 1989)
- Выставка в Национальном музее изобразительных искусств (Сантьяго де Чили, 1991)
- Выставка на Мировом экономическом форуме (Швейцария, 1994)

## Семья
Жена Сим Хуссейн и дочь Алиа Ибрагим Хуссейн.